# في سبيل البعث
في سبيل البعث هو كتاب من تأليف المفكر السياسي ميشيل عفلق وهو مؤسس حزب البعث العربي الاشتراكي، ويتكلم فيه عن سياسة الحزب نحو الأمة العربية، بمفهوم اشتراكي قومي، ويلاحظ عنه ترجمة مقاطع منه من كتاب آخر اسمه في سبيل البلشفية، والذي ألفه جوزيف بروز تيتو وهو من أبرز قادة الشيوعية في العالم، ورئيس جمهورية يوغسلافيا.
يحتوي هذا الكتاب في جميع فصوله على أساسيات فكر حزب البعث، ويقارن بين فكر حزب البعث العربي والأحزاب الأخرى موضحاً الطريقة التي تم تأسيسه بها. تم طباعة هذا الكتاب في دار الحرية للطباعة عام 1977م، في جزئين، ثم طبع مرة أخرى بعد وفاته في خمسة أجزاء ضمت كل مؤلفاته التي ألفها، حيث بدأ ميشيل عفلق الكتابة في تشرين الأول عام 1935 (مقالة عهد البطولة) وكان آخر ما ألفه هو «الديمقراطية والوحدة عنوان المرحلة الجديدة» عام 1989 في ذكرى إنشاء الحزب وانتهاء الحرب العراقية الإيرانية.